# 네이버 백신
네이버 백신(Naver Vaccine)은 라인 (소프트웨어)와 대한민국의 포털 사이트 네이버에서 무료로 제공하는 백신 소프트웨어이다. 지금은 Android OS용 네이버 모바일 백신도 출시되어 무료로 이용 가능하다.

## 안드로이드 버전
안드로이드 스마트폰에 최적화된 네이버 백신도 제공한다.